# Gerard Sagredo
Gerard Sagredo (Italiaans: San Gerardo Sagredo; Hongaars: Szent Sagredo Gellért) (23 april 980 – 24 september 1046) was een Italiaanse bisschop uit Venetië. Hij speelde een belangrijke rol in de bekering van Hongarije tot het christendom.
Sint-Gellért is de beschermheilige van Hongarije.
- Bibsys: 96000097
- Bibliothèque nationale de France: cb121714085 (data)
- Gemeinsame Normdatei: 118538594
- International Standard Name Identifier: 0000 0001 1453 2196
- Library of Congress Control Number: n82063004
- Nationale Bibliotheek van Tsjechië: jn19981001334
- Nationale Bibliotheek van Israël: 987007301465305171
- Nationale Bibliotheek van Polen: a0000002772335
- Nederlandse Thesaurus van Auteursnamen: 073772984
- Réseau des bibliothèques de Suisse occidentale: 02-A005497180
- LIBRIS: 55641
- Système universitaire de documentation: 030260140
- Virtual International Authority File: 100159465
- WorldCat: E39PBJx8FfPbC37FyQ7H6VcF8C